# Nocken (Gericht)

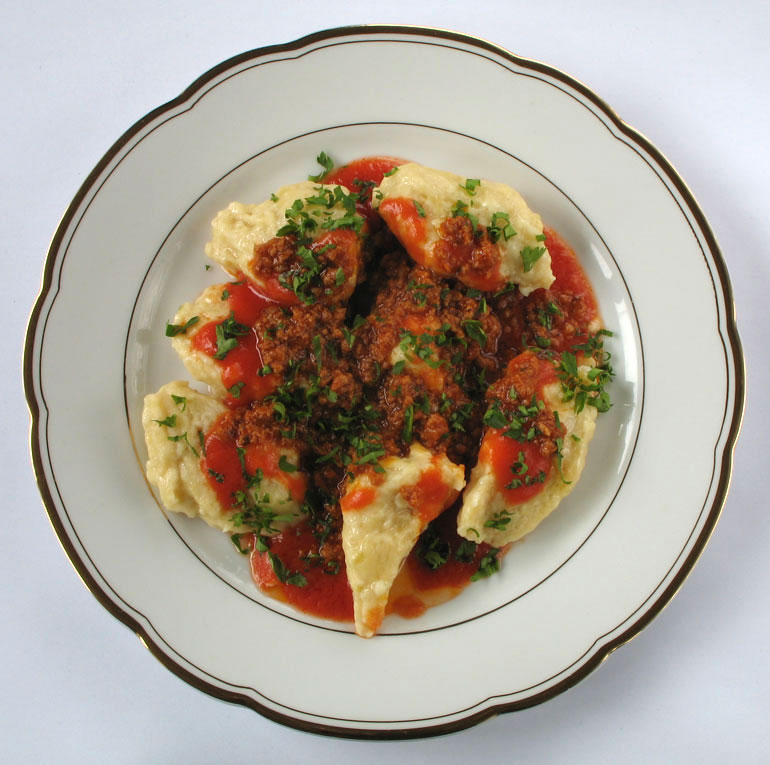
Nocken mit Fleisch und Tomatensauce

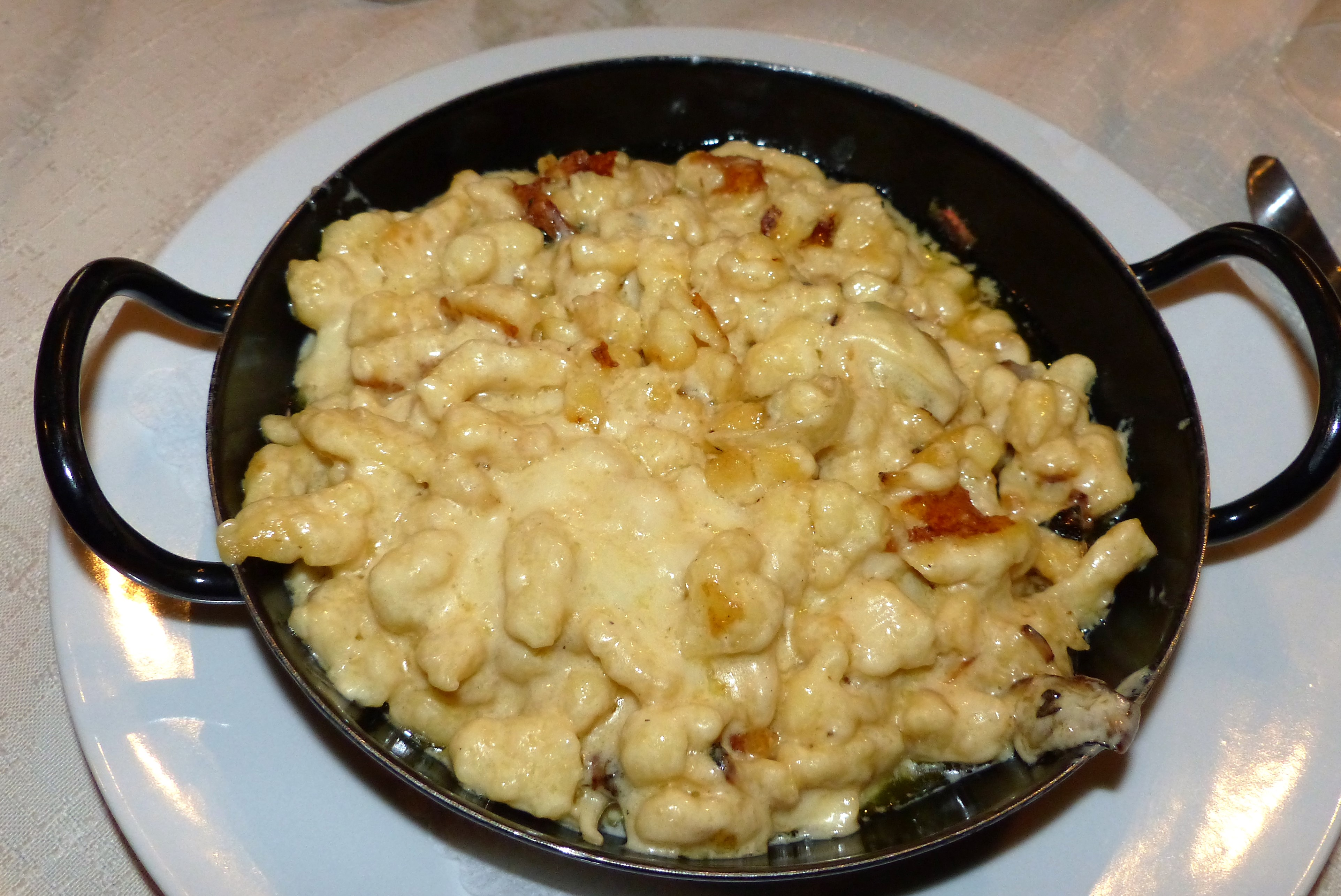
Käsenockerln in Wien

Nocken oder Nockerln, italienisch gnocchi [ˈɲɔkːi] (Ausspracheⓘ, Singular gnocco), sind eiförmige oder spätzleähnlich geformte Teigmassen der süddeutschen und Alpenküche; sie sind aber auch in angrenzenden Ländern bekannt. Die kleinen Klöße oder Schnitten werden hergestellt aus einem Teig aus Mehl, Grieß (Weizen oder Mais), gekochten Kartoffeln, Kastanienmehl oder anderen Zutaten wie Kürbis, Spinat und Ricotta, der meist mit Ei gebunden wird. Eine vegane Zubereitung ist möglich. Gelegentlich werden auch Kräuter hinzugefügt. Sie werden in der Regel in Salzwasser gegart und dienen häufig  als Suppeneinlage oder Beilage. Wenn sie ein eigenes Gericht darstellen, werden sie gern mit Käse überbacken oder, besonders als Gnocchi in der italienischen Küche, als erster Hauptgang ähnlich wie Nudeln zubereitet.

## Wortherkunft
Bei der Wortherkunft wird von dem seit dem 1. Jahrhundert nachgewiesenen technischen Begriff Nocken ausgegangen, was den Vorsprung an einer Scheibe oder Welle bezeichnet. Zum selben Wortstamm gehören noch: Nock, was kleiner Berg oder auch das Ende eines Rundholzes bedeutet, und seit dem 18. Jahrhundert letztendlich das österreichische Klößchen Nocken mit seinem Diminutiv Nockerl.

## Varianten
Nocken sind in vielen Varianten vor allem in der süddeutschen, österreichischen, siebenbürgisch-sächsischen, banaterdeutschen, slowakischen, ungarischen, slowenischen und italienischen Küche bekannt.
- Grießnocken oder -klößchen
- Gnocchi di patate (italienische Kartoffelnocken)
- Gnocchi di polenta (italienische Maisgrießnocken)
- Gnocchi alla romana (römische Weizengrießnocken)
- Schupfnudeln
- Dödölle
- škubánky (Kartoffelsterz-Nocken, auch bekannt als Skubanki oder Stuwanki; eine Speise der böhmischen und der österreichischen Küche)